# NGC 2822
NGC 2822 је елиптична галаксија у сазвежђу Прамац која се налази на NGC листи објеката дубоког неба.
Деклинација објекта је - 69° 38' 39" а ректасцензија 9h 13m 49,8s. Привидна величина (магнитуда) објекта NGC 2822 износи 10,6 а фотографска магнитуда 11,6. NGC 2822 је још познат и под ознакама ESO 61-4, IRAS 09132-6926, Beta Car (1.7) 5' sp, PGC 26026.